# Groblje Kozala
Groblje Kozala je groblje u Rijeci koje je zaštićeno kulturno dobro. Nalazi se na predjelu Kozala.
Rješenjem Ministarstva kulture – Uprave za zaštitu kulturne baštine od 23. ožujka 2006. zaštićena je trajno kao kulturno-povijesne cjeline. Rješenjem je dobilo svojstvo kulturnog dobra te je upisana u Registar kulturnih dobara Republike Hrvatske – Listu zaštićenih kulturnih dobara. 
Na području ove Kulturno-povijesne cjeline već postoje pojedinačno zaštićena kulturna dobra koja su upisana u registar kulturnih dobara RH – Listu zaštićenih kulturnih dobara. To su mauzoleji Gorup, Manasteriotti i Whitehead. 
Groblje Kozala jedno je od bitnih prepoznajnica grada Rijeke, posvjedočenje njezine bogate povijesti, ali i prinosa mnogobrojnih građana koji su životom i djelovanjem ondje ostavili tragove. Groblje Kozala je najstarije i najljepše monumentalno gradsko groblje u Rijeci od današnjih osam grobalja riječkoga komunalnog društva.
Hortikulturna oprema groblja kao spomen parka tj. zelenilo među grobnicama i pojedinim dijelovima groblja je važan spomenik pejzažne arhitekture.
Groblje je od osnutka namijenjeno različitim religijama: katolicima, protestantima, pravoslavcima, židovima. Na grobovima su višejezični natpisi i prezimena: talijanski, hrvatski, mađarski, francuski, engleski, njemački, latinski.

## Povijest
Gradska uprava nekadašnje Rijeke otkupljivala je zemljište od polovice 18. stoljeća. Zemljište je ogradila 1800. godine. Uređivala ga je od početka 19. stoljeća, a službeno započela ukopima 1. prosinca 1838. godine.
Groblje je zasnovano na kvalitetnoj regulatornoj osnovi i izvedbi umirovljenog carskog i kraljevskog inženjera Luigia de Emilija iz 1856. godine. De Emilio je osnovao i zasebni dio Židovskog groblja 1885. godine i sagradio kapelu sv. Mihovila i pomoćne zgrade.
Evidenciju ukopa u Knjizi mrtvih datira od 1872. pa se katkad taj dan uzima kao službeni početak ovog groblja.
Venceslao Celligoi je 1886/1892. zamislio središnji dio groblja (tkz. potkovu, Ferro di Cavallo) te periferne dijelove u raznim razinama. Groblje je potom je prošireno na regulatornoj osnovi. Zamisao je sprovedena je između 1895. i 1915. g.
Po planovima ing. Artura Heringa na zapadnom dijelu groblja između 1910. i 1918. građene su secesijske niše. Na istočnom dijelu između 1929. i 1942. građene su jednostavne zidne niše moderne ing. Bruna Anghebena.

## Vanjske poveznice
- http://www.kd-kozala.hr/default.asp  Arhivirana inačica izvorne stranice od 9. listopada 2015. (Wayback Machine)